# Хотівська вулиця (Київ)
Хо́тівська ву́лиця — вулиця в Голосіївському районі міста Києва, місцевість Деміївка. Пролягає від Деміївської вулиці до Гатної вулиці.

## Історія
Вулиця виникла в середині XX століття під назвою 349-та Нова. Сучасна назва — з 1944 року, на честь села Хотів поблизу Києва. Спочатку простягалася від Водогінної вулиці, сучасних меж набула в 1979 році.
Деякий час назву Хотівська мала Метрологічна вулиця у Феофанії.